# Pacem in terris
Pacem in terris (česky Mír na zemi – O míru mezi všemi národy v pravdě, spravedlnosti, lásce a svobodě) je encyklika papeže Jana XXIII. vydaná dne 11. dubna 1963. Je jednou z nejslavnějších encyklik 20. století a posledním velkým počinem Jana XXIII., který necelé dva měsíce po jejím vydání zemřel na rakovinu. Jasný a srozumitelný text a optimistický tón celé encykliky vzbudil u katolíků i nekatolíků živý ohlas.
Tzv. „mírová encyklika“ se zabývá vztahy mezi lidmi a stávající politickou situací (vznikla dva roky po vybudování Berlínské zdi a pouze pár měsíců po dramatické Karibské krizi), zdůrazňuje nutnost dodržování lidských práv i povinností a říká, že konflikty se mají řešit jednáním a nikoliv válkou. Požaduje zákaz jaderných zbraní, ukončení závodů ve zbrojení a zahájení odzbrojovacího procesu pod mezinárodní kontrolou.
Komunistický režim v Československu zneužil jméno encykliky k pojmenování kolaborantského sdružení kněží.

## Obsah encykliky

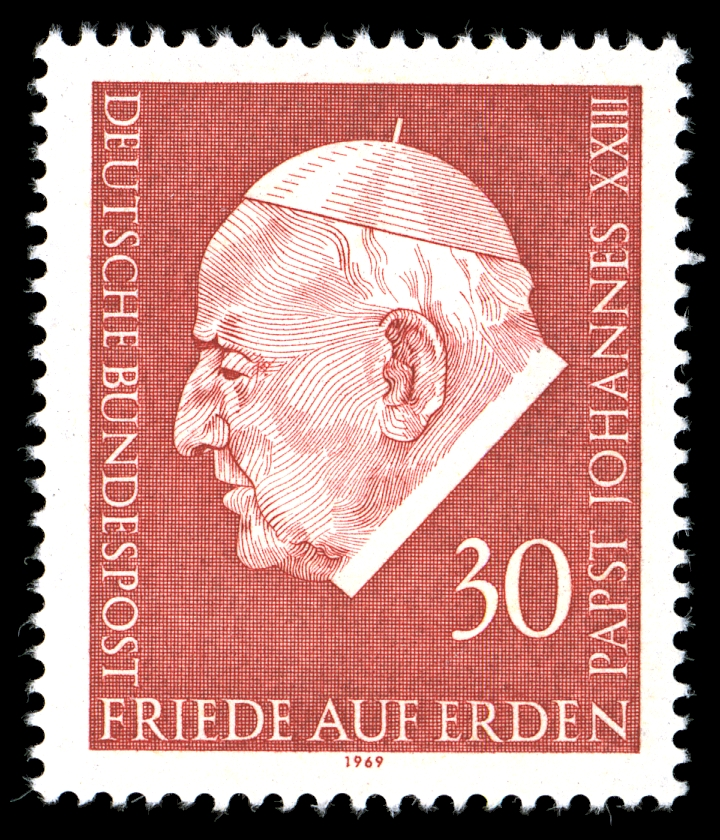
Německá poštovní známka připomínající Jana XXIII. a jeho encykliku

Znamenitý řád vesmíru je podle této encykliky v podivném rozporu s nepořádkem, který vládne mezi lidmi a mezi národy; jako by se jejich vzájemné vztahy nemohly řídit jinak než násilím. Mylné názory však vedou často k omylu: mnozí se domnívají, že vztahy mezi jednotlivci a státem, k němuž příslušejí, lze uspořádat podle týchž zákonů, jimiž lze vládnout nad vesmírnými silami a živly, které nejsou nadány rozumem. Avšak zákony, jimiž se řídí lidské vztahy, jsou zcela jiného druhu a je třeba objevovat je tam, kam je vepsal Původce všech věcí, to jest v lidské přirozenosti, která dává člověku nezcizitelná práva a povinnosti.
Mezi lidskými právy vypočítává: „právo na život, na tělesnou nedotknutelnost, na nutné a dostatečné prostředky k důstojnému způsobu života (především obživa, ošacení, bydlení, odpočinek, lékařská péče a nezbytné sociální služby); má proto právo na zabezpečení pro případ nemoci, pracovního úrazu a nemoci z povolání, vdovství, stáří, nezaměstnanosti a konečně pro případ, že byl bez svého zavinění připraven o věci potřebné k životu.“ Dále uvádí právo na důstojnost, pravdivé informace, svobodnou volbu povolání a (v rámci mravního řádu) svobodu projevu, svobodný přístup ke vzdělání,, svobodu vyznání,, volbu životního stavu a výchovu svých dětí, na majetek a slušné pracovní podmínky, svobodu pobytu, pohybu, sdružování a shromažďovací a mluví i o politických právech.
Pacem in terris se soustředí na hodnotu a důstojnost každé lidské bytosti, kterou je třeba vždycky prosazovat, respektovat a chránit. Chráněna nemají být pouze hlavní občanská a politická práva – říká Jan XXIII.[zdroj?] – ale je třeba také každému umožnit přístup k prostředkům živobytí: pokrmu, vodě, bydlení, zdravotní péči, škole, vzdělání a možnosti založit a uživit rodinu. Toto jsou cíle, které mají neodkladnou prioritu v národním i mezinárodním úsilí a určují míru jeho dobra. Na nich závisí trvalý mír pro všechny. Důležitý je také prostor pro spektrum sdružení a organizací, které podle logiky subsidiarity v duchu solidarity usilují o jejich dosažení.
Zároveň s právy ovšem encyklika mluví o nemenším výčtu povinností člověka, člověk má podle ní „povinnost starat se o zachování vlastního života; jeho právo na důstojný způsob života se pojí s povinností žít důstojně; a právo na svobodné hledání pravdy s povinností pronikat do pravdy stále hlouběji.“ Obecně lze její pozici vyjádřit větou: „Protože lidé jsou přirozenou povahou společenští, musí žít s druhými lidmi a hledat i jejich dobro.“ Nestačí tedy práva člověku přiznávat, je třeba zajistit, aby je skutečně měl.
Zdůrazňuje též, že základem mravního řádu je Bůh a od Boha je odvozena i veškerá světská moc. To ovšem světskou moc zavazuje a omezuje, neboť jak encyklika říká: „Jestliže tedy vládci států ukládají zákony nebo něco nařizují v rozporu s tímto řádem, a tedy v rozporu s vůlí Boží, pak moc, která jim byla svěřena, nemá pro svědomí občanů závaznou platnost, protože "více je třeba poslouchat Boha než lidi".“ Veřejná správa je povinna ctít a ochraňovat lidská práva a sloužit veřejnému blahu.
V části týkající se mezinárodní politiky encyklika postuluje, že „vztahy mezi státy musí být kromě toho uspořádány podle zásad spravedlnosti; to vyžaduje uznávat vzájemná práva a zároveň plnit vzájemné povinnosti“. Mluví o nepřijatelnosti potlačování a vynucované asimilaci menšin, které má stát naopak chránit, vyžaduje, aby mezi státy panovala „činná solidarita“, a mluví o povinnosti chránit politické uprchlíky a (je-li to možné) přijmout je na svém území a umožnit jim začlenění do společnosti.
Encyklika kritizuje závody ve zbrojení, které odčerpávají příliš velký podíl prostředků, které chybí v boji s chudobou, a požaduje dále zákaz jaderných zbraní a snížení výzbroje armád tehdejších velmocí. Opravdový mír bude podle jejích slov zajištěn tehdy a jen tehdy, bude-li založen na pravdě, vybudován na zásadách spravedlnosti, oživován láskou a uskutečňován ve svobodě. Mluví též o potřebě ustanovení celosvětové politické moci nadřazené jednotlivým státům, která ale musí vzniknout na bázi dohody, nikoliv jako vnucená silnějšími státy státům slabším.
Encyklika též vyzývá věřící, aby vstupovali do politiky a občansko-společenských aktivit, aby více dbali na soulad svých činů se svojí vírou a vnášeli do mezilidských vztahů více porozumění.